# Округ Дикинсон (Мичиген)
Округ Дикинсон (енгл. Dickinson County) је округ у америчкој савезној држави Мичиген.

## Демографија
По попису из 2010. године број становника је 26.168, што је 1.304 (-4,7%) становника мање него 2000. године.
| Група             | 2000.          | 2010.          |
| Белци             | 26.794 (97,5%) | 25.269 (96,6%) |
| Афроамериканци    | 32 (0,1%)      | 87 (0,3%)      |
| Азијати           | 109 (0,4%)     | 120 (0,5%)     |
| Хиспаноамериканци | 187 (0,7%)     | 270 (1,0%)     |
| Укупно            | 27.472         | 26.168         |